# Lekkoatletyka na Letnich Igrzyskach Olimpijskich 2020 – bieg na 200 m mężczyzn
Bieg na 200 metrów mężczyzn był jedną z konkurencji lekkoatletycznych rozgrywanych podczas igrzysk olimpijskich w Tokio.
Wystartowało 48 zawodników z 33 krajów.

## Terminarz
Godziny rozpoczęcia podane są w czasie tokijskim.
| Data                    | Godzina |           |
| ----------------------- | ------- | --------- |
| Wtorek, 3 sierpnia 2021 | 09:00   | Runda 1   |
| Wtorek, 3 sierpnia 2021 | 19:00   | Półfinały |
| Środa, 4 sierpnia 2021  | 18:30   | Finał     |

## Rekordy
|                   | Zawodnik   | Wynik   | Miejsce       | Data             |
| ----------------- | ---------- | ------- | ------------- | ---------------- |
| Rekord świata     | Usain Bolt | 19,19 s | Niemcy Berlin | 20 sierpnia 2009 |
| Rekord olimpijski | Usain Bolt | 19,30 s | Chiny Pekin   | 20 sierpnia 2008 |

## Runda 1
Rozegrano 7 biegów eliminacyjnych. Do półfinału awansowało 3 pierwszych zawodników z każdego biegu oraz 3 z najlepszymi czasami.

### Bieg 1
| Poz. | Zawodnik            | Reprezentacja     | Czas  | Uwagi |
| ---- | ------------------- | ----------------- | ----- | ----- |
| 1.   | Rasheed Dwyer       | Jamajka           | 20,31 | Q     |
| 2.   | Divine Oduduru      | Nigeria           | 20,36 | Q     |
| 3.   | Anaso Jobodwana     | Południowa Afryka | 20,78 | Q     |
| 4.   | Jorge Vides         | Brazylia          | 20,94 |       |
| 5.   | Fodé Sissoko        | Mali              | 21,00 |       |
| 6.   | Shōta Iizuka        | Japonia           | 21,02 |       |
| 7.   | José Andrés Salazar | Salwador          | 21,66 |       |

### Bieg 2
| Poz. | Zawodnik               | Reprezentacja     | Czas  | Uwagi |
| ---- | ---------------------- | ----------------- | ----- | ----- |
| 1.   | Jereem Richards        | Trynidad i Tobago | 20,52 | Q     |
| 2.   | Shaun Maswanganyi      | Południowa Afryka | 20,58 | Q     |
| 3.   | Taymir Burnet          | Holandia          | 20,60 | Q     |
| 4.   | Emmanuel Eseme         | Kamerun           | 20,65 |       |
| 5.   | Ján Volko              | Słowacja          | 21,21 |       |
| 6.   | Abdul Hakim Sani Brown | Japonia           | 21,41 | SB    |
| -    | Jan Jirka              | Czechy            | DSQ   |       |
| -    | Bernardo Baloyes       | Kolumbia          | DNS   |       |

### Bieg 3
| Poz. | Zawodnik                | Reprezentacja     | Czas  | Uwagi |
| ---- | ----------------------- | ----------------- | ----- | ----- |
| 1.   | Femi Ogunode            | Katar             | 20,37 | Q     |
| 2.   | Ramil Guliyev           | Turcja            | 20,54 | Q     |
| 3.   | Andre De Grasse         | Kanada            | 20,56 | Q     |
| 4.   | Kyle Greaux             | Trynidad i Tobago | 20,77 |       |
| 5.   | Jun Yamashita           | Japonia           | 20,78 |       |
| 6.   | Aldemir da Silva Junior | Brazylia          | 20,84 | SB    |

### Bieg 4
| Poz. | Zawodnik              | Reprezentacja     | Czas    | Uwagi |
| ---- | --------------------- | ----------------- | ------- | ----- |
| 1.   | Erriyon Knighton      | Stany Zjednoczone | 20,55   | Q     |
| 2.   | Alonso Edward         | Panama            | 20,60   | Q     |
| 3.   | Robin Vanderbemden    | Belgia            | 20,70   | Q     |
| 4.   | Sydney Siame          | Zambia            | 21,01   |       |
| 5.   | Gediminas Truskauskas | Litwa             | 21,02   |       |
| 6.   | Steven Müller         | Niemcy            | 21,08   |       |
| 7.   | Adam Gemili           | Wielka Brytania   | 1:58,58 |       |

### Bieg 5
| Poz. | Zawodnik                    | Reprezentacja | Czas  | Uwagi |
| ---- | --------------------------- | ------------- | ----- | ----- |
| 1.   | Aaron Brown                 | Kanada        | 20,38 | Q     |
| 2.   | Joseph Fahnbulleh           | Liberia       | 20,46 | Q     |
| 3.   | William Reais               | Szwajcaria    | 20,51 | Q     |
| 4.   | Serhij Smełyk               | Ukraina       | 20,53 | SB    |
| 5.   | Antonio Infantino           | Włochy        | 20,90 |       |
| 6.   | Lucas Vilar                 | Brazylia      | 21,31 |       |
| 7.   | Muhd Noor Firdaus Ar-Rasyid | Brunei        | 21,83 | SB    |

### Bieg 6
| Poz. | Zawodnik                 | Reprezentacja     | Czas  | Uwagi |
| ---- | ------------------------ | ----------------- | ----- | ----- |
| 1.   | Kenneth Bednarek         | Stany Zjednoczone | 20,01 | Q     |
| 2.   | Yancarlos Martínez       | Dominikana        | 20,17 | Q     |
| 3.   | Fausto Desalu            | Włochy            | 20,29 | Q     |
| 4.   | Xie Zhenye               | Chiny             | 20,34 | q     |
| 5.   | Nethaneel Mitchell-Blake | Wielka Brytania   | 20,56 | SB    |
| 6.   | Marcus Lawler            | Irlandia          | 20,73 | SB    |
| 7.   | Emmanuel Matadi          | Liberia           | DNS   |       |

### Bieg 7
| Poz. | Zawodnik           | Reprezentacja     | Czas  | Uwagi |
| ---- | ------------------ | ----------------- | ----- | ----- |
| 1.   | Noah Lyles         | Stany Zjednoczone | 20,18 | Q     |
| 2.   | Sibusiso Matsenjwa | Eswatini          | 20,34 | Q     |
| 3.   | Joseph Amoah       | Ghana             | 20,35 | Q     |
| 4.   | Clarence Munyai    | Południowa Afryka | 20,49 | q =   |
| 5.   | Leon Reid          | Irlandia          | 20,53 | q     |
| 6.   | Brendon Rodney     | Kanada            | 20,60 |       |
| 7.   | Julian Forte       | Jamajka           | 20,65 |       |
| 8.   | Noureddine Hadid   | Liban             | 21,12 |       |

## Półfinały
Do fianału awansowało dwóch pierwszych zawodników z każdego biegu oraz dwóch z najlepszymi czasami.

### Bieg 1
| Poz. | Zawodnik         | Reprezentacja     | Czas  | Uwagi |
| ---- | ---------------- | ----------------- | ----- | ----- |
| 1.   | Erriyon Knighton | Stany Zjednoczone | 20,02 | Q     |
| 2.   | Rasheed Dwyer    | Jamajka           | 20,13 | Q     |
| 3.   | Divine Oduduru   | Nigeria           | 20,16 |       |
| 4.   | Joseph Amoah     | Ghana             | 20,27 | SB    |
| 5.   | Femi Ogunode     | Katar             | 20,34 |       |
| 6.   | Fausto Desalu    | Włochy            | 20,43 |       |
| 7.   | Xie Zhenye       | Chiny             | 20,45 |       |
| 8.   | Anaso Jobodwana  | Południowa Afryka | 20,88 |       |

### Bieg 2
| Poz. | Zawodnik           | Reprezentacja     | Czas  | Uwagi |
| ---- | ------------------ | ----------------- | ----- | ----- |
| 1.   | Aaron Brown        | Kanada            | 19,99 | Q     |
| 2.   | Joseph Fahnbulleh  | Liberia           | 19,99 | Q     |
| 3.   | Noah Lyles         | Stany Zjednoczone | 19,99 | q     |
| 4.   | Yancarlos Martínez | Dominikana        | 20,24 |       |
| 5.   | William Reais      | Szwajcaria        | 20,44 | SB    |
| 6.   | Clarence Munyai    | Południowa Afryka | 20,49 | =     |
| 7.   | Robin Vanderbemden | Belgia            | 21,00 |       |
| -    | Alonso Edward      | Panama            | DNF   |       |

### Bieg 3
| Poz. | Zawodnik           | Reprezentacja     | Czas  | Uwagi |
| ---- | ------------------ | ----------------- | ----- | ----- |
| 1.   | Andre De Grasse    | Kanada            | 19,73 | Q     |
| 2.   | Kenneth Bednarek   | Stany Zjednoczone | 19,83 | Q     |
| 3.   | Jereem Richards    | Trynidad i Tobago | 20,10 | q     |
| 4.   | Shaun Maswanganyi  | Południowa Afryka | 20,18 |       |
| 5.   | Sibusiso Matsenjwa | Eswatini          | 20,22 | NR    |
| 6.   | Ramil Guliyev      | Turcja            | 20,31 | SB    |
| 7.   | Leon Reid          | Irlandia          | 20,54 |       |
| 8.   | Taymir Burnet      | Holandia          | 20,90 |       |

## Finał
| Poz. | Zawodnik          | Reprezentacja     | Czas  | Uwagi |
| ---- | ----------------- | ----------------- | ----- | ----- |
| 1.   | Andre De Grasse   | Kanada            | 19,62 | NR    |
| 2.   | Kenneth Bednarek  | Stany Zjednoczone | 19,68 | PB    |
| 3.   | Noah Lyles        | Stany Zjednoczone | 19,74 | =     |
| 4.   | Erriyon Knighton  | Stany Zjednoczone | 19,93 |       |
| 5.   | Joseph Fahnbulleh | Liberia           | 19,98 | NR    |
| 6.   | Aaron Brown       | Kanada            | 20,20 |       |
| 7.   | Rasheed Dwyer     | Jamajka           | 20,21 |       |
| 8.   | Jereem Richards   | Trynidad i Tobago | 20,39 |       |